# 断然 パ・リーグ主義!!
『断然 パ・リーグ主義!!』（だんぜん パ・リーグしゅぎ）は、日本BS放送（BS11）で放送されていたプロ野球中継。

## 概要
2008年8月13日より、『BS11プロ野球・全国生中継』のタイトルで放送を開始。東北楽天ゴールデンイーグルス（楽天）のホームゲームを10試合放送した。
2009年は埼玉西武ライオンズ（西武）のホームゲームもラインナップに加え、『プロ野球まるごと中継 熱闘!BS11ナイター』に改題。楽天戦20試合と西武戦10試合、計30試合を放送した。
2010年はBS局で競合するTwellVの『TwellV プロ野球中継』に西武戦が移行し、再び楽天戦（30試合）のみとなった。番組名も『熱闘!! 楽天戦 フル中継』に改め、デーゲームも中継するようになった。
そして2011年は『断然 パ・リーグ主義!!』というタイトルで、楽天戦に加え千葉ロッテマリーンズ（ロッテ）戦の一部を放送した（ロッテ戦はTwellVでの中継分からの一部移行。BS11では20試合を放送）。
いずれの球団の中継も、『TwellV プロ野球中継』と同様に番組自体は球団制作のものが使われており、同様の中継を使用する『ひかりTVチャンネル』や『パ・リーグTV』、それに各スポーツ専門チャンネルなどと同内容のものの同時放送となっていた。
独自の試みとして、毎年数試合のみ音声多重放送を実施し、副音声にて英語による実況・解説を行っていた（2008年は3試合、2010年は行われず）。また、2010年以降は英語放送のない日に副音声にて球場音声のみの放送も行っていた（NHK BS1の中継などと同様の方式）。
なお、テーマ曲も各球団共に球団公式の番組と同じもの（毎年変更）が使われたが、楽天戦のみ曲がかかる直前で飛び降りて中継を終了していた（TwellV放送分ではそのまま流される）。
BS11の番組編成の見直しの一環として、2012年以降はプロ野球中継は一切放送されていないが（球団制作中継の放送を『TwellV プロ野球中継』に一本化）、プロ野球中継撤退後もソフトボール中継は引き続き放送されている。

### タイトルの変遷
- 2008年 - BS11 プロ野球・全国生中継（ビーエスイレブンプロやきゅう・ぜんこくなまちゅうけい）
- 2009年 - プロ野球まるごと中継 熱闘!BS11ナイター（プロやきゅうまるごとちゅうけい ねっとうビーエスイレブンナイター）
- 2010年 - 熱闘!!楽天戦フル中継（ねっとう らくてんせん フルちゅうけい）
- 2011年 - 断然 パ・リーグ主義!!（だんぜん パ・リーグしゅぎ）

## 放送時間
ナイトゲームは、2010年まで火曜日から木曜日の3日間（2011年のみ金曜日が加わり4日間）しか行っておらず、デーゲームは2010年の1年間しか中継していなかった。
- 2008年…火曜日 - 木曜日 19:00 - 22:00
- 2009年…火曜日 - 木曜日 17:59 - 22:00
- 2010年…火曜日 - 木曜日 17:59 - 22:00、土曜日 13:59 - 18:00、日曜日 12:59 - 17:00
- 2011年…火曜日 - 金曜日 18:00 - 22:00
  - 2011年は東日本大震災による日程変更に伴い、ロッテ戦の一部が平日にもデーゲームとして開催されたが、生中継ではなく上記の時間帯の録画放送となった。

## 出演者

### 楽天戦
当時の球団公式制作の番組に出演したことがある人物を列挙。日程の関係で、本番組には出演したことがない人物も含む。

#### 解説者
- 阿波野秀幸（テレビ東京、J SPORTS解説者兼）
- 西崎幸広（STV解説者兼）
- 松本匡史（TBC、フジテレビ739『プロ野球ニュース』解説者兼）
- 鈴木健
- 金石昭人（HBC解説者兼）
- 駒田徳広（文化放送解説者兼）
- 杉山賢人（TBC解説者兼）
- 川口憲史

#### 実況
以下に加えて、2010年以降はsky・A sports+の中継に出演する朝日放送（ABC）のアナウンサーが担当した日もある（セ・パ交流戦期間のみ）。
- 松岡俊道
- 堂前英男
- 上野晃
- 矢野吉彦
- 三橋泰介
- 加藤じろう
- 西達彦

#### リポーター
- 牛丸智子
- 伊達直美
- 羽村亜美

### 西武戦

#### 解説者
- 黒江透修
- 東尾修
- 橋本武広
- 小関竜也

#### 実況
- 遠藤行洋
- 谷口広明
- 加藤じろう

#### リポーター
- 石原敬士
- 松岡俊道
- 節丸裕一